# Чехословацький торговий банк
Чехословацький торговельний банк (чеськ. Československá obchodní banka чи чеськ. ČSOB) — банківська організація, що веде свою діяльність на території Чехії та Словаччини. Спеціалізується на банківських послугах для фізичних та юридичних осіб. У 2014 заслужив титул «Найкращий банк 2014 року».
Один із найбільших банків Чехії.
Банк обслуговує близько 3,1 мільйонів клієнтів. У Чехії близько 800 000 обслуговуються під "синім" брендом ČSOB, близько 2,2 мільйона - під "червоним" брендом Поштового ощадного банку.
У Словаччині банк обслуговує близько 200 000 клієнтів. Банк має 210 філій у Чехії та 78 у Словаччині.
Будівля штаб-квартири ČSOB у Радлиці в Празі 5 є найбільшим офісним будинком у Чехії.
Банк належить з 1999 бельгійському банку KBC, що входить до фінансової групи KBC Group, якому належить 100% акцій ČSOB.

## Історія
Банк заснований державою у 1964 та забезпечував фінансування зовнішньої торгівлі під безпосереднім контролем держави та позики в іноземній валюті з міжнародних ринків капіталу.
Після оксамитової революції 1989 розширив свої послуги від зовнішньоторговельних підприємств до новостворених юридичних та фізичних осіб. Також банк значно розширив свою мережу. У 1990-х мінімальний депозит для фізичних осіб становив 100 000 чеських крон.
У грудні 1997 уряд вирішив приватизувати банкірські будинки в Чехії, в ході першого тендеру в банківському секторі було оголошено про продаж ČSOB. Після тендеру в червні 1999 держава продала свій пакет акцій KBC Bank, що переміг бельгійському банку, майже за 40 мільярдів чеських крон.

## Поглинання IPB
У червні 2000 Інвестиційний та поштовий банк (IPB) до погашення заборгованості був переданий в управління Чеському національному банку. Мажоритарний акціонер IPB, японська Nomura, згодом подала позов до арбітражу проти Чехії, де вимагала компенсації за збитки, завдані інвестиціям відповідно до чесько-голландської угоди про захист інвестицій (Nomura контролювала IPB через Saluka, компанію, зареєстровану в Нідерландах). Арбітраж залишив у силі поглинання IPB чеським банком, але надав Nomura можливість клопотати про відшкодування фактичної суми збитків у другому слуханні. Проте друге слухання не відбулося. Судовий процес Чеської республіки проти Nomura у зв'язку з порушенням умов контракту між Nomura та фондом національного майна Чеської Республіки не було завершено. Взаємини між Nomura та Чехією завершилися угодою про врегулювання, ініційованою міністром фінансів Владимілом Тлусти у листопаді 2006.

## Штаб-квартира
У 2006-2007 штаб-квартира čsob переїхала зі своїх історичних будівель у центрі Праги за адресою 854/14 на вулиці Пржикопе до своєї нової штаб-квартири в Радлиці, Прага 5. Нова штаб-квартира розташована неподалік станції метро B, станції Радлицька. У будівлі працюють 2500 осіб, дизайн створено чеським архітектором Йозефом Плескотом та його студією AP atelier. Будівля є екологічно чистою та має сертифікат LEED 2 ступеня.